# Histoire de Gozo
L'histoire de Gozo est étroitement imbriquée avec l'histoire de l'archipel maltais mais présente plusieurs particularités.

## Préhistoire
Comme à Malte, il n'a pour l'instant pas été possible de déceler une présence humaine certaine antérieure au néolithique, bien que l'archipel ait parfois été relié à la Sicile au cours des régressions marines méditerranéennes. Les traces humaines les plus anciennes à Gozo sont des céramiques retrouvées dans les cavernes de Il-Mixta, sur le plateau de Għajn Għabdun au nord-ouest de Gozo. Elles sont datées de la phase Għar Dalam (5 400-4 500 av. J.-C.).
L'île comprend plusieurs temples mégalithiques datant (comme dans le reste de l'archipel) de 4100 à 2500 av. J.-C. Le temple de Ġgantija est le plus célèbre.

### Le temple deĠgantija(«tour des géants» en maltais)

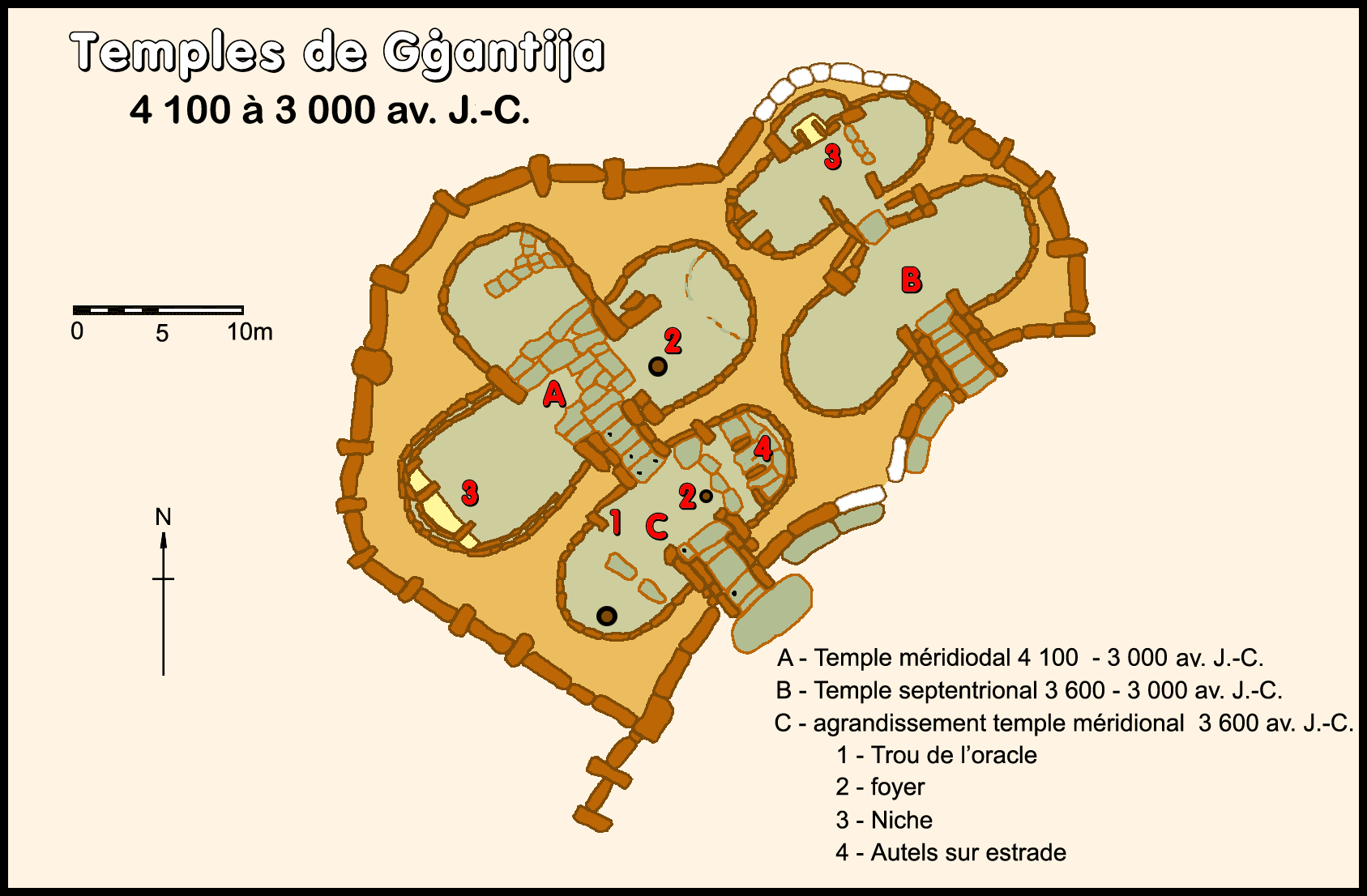
Plan du temple de Ġgantija

Le temple de Ġgantija (se prononce Gigantiya et signifie « tour des géants » en maltais) est connu de très longue date. Il est désigné comme site antique dès 1770 lors du premier voyage de Jean-Pierre Houël à Malte. Il date de la troisième phase (3 600-3 000 av. J.-C.) de la période des Temples.
Depuis 1980, l'Unesco classe le temple de Ġgantija au patrimoine mondial de l'humanité.
Le site est imposant par sa superficie (50 x 35 m) et la taille de certaines pierres de clôture (la plus grande mesure 5,70 x 3,80 m pour un poids estimé à 50 tonnes, un record pour les temples maltais).

### Hypogée de Xagħra et cercle de Brochtorff

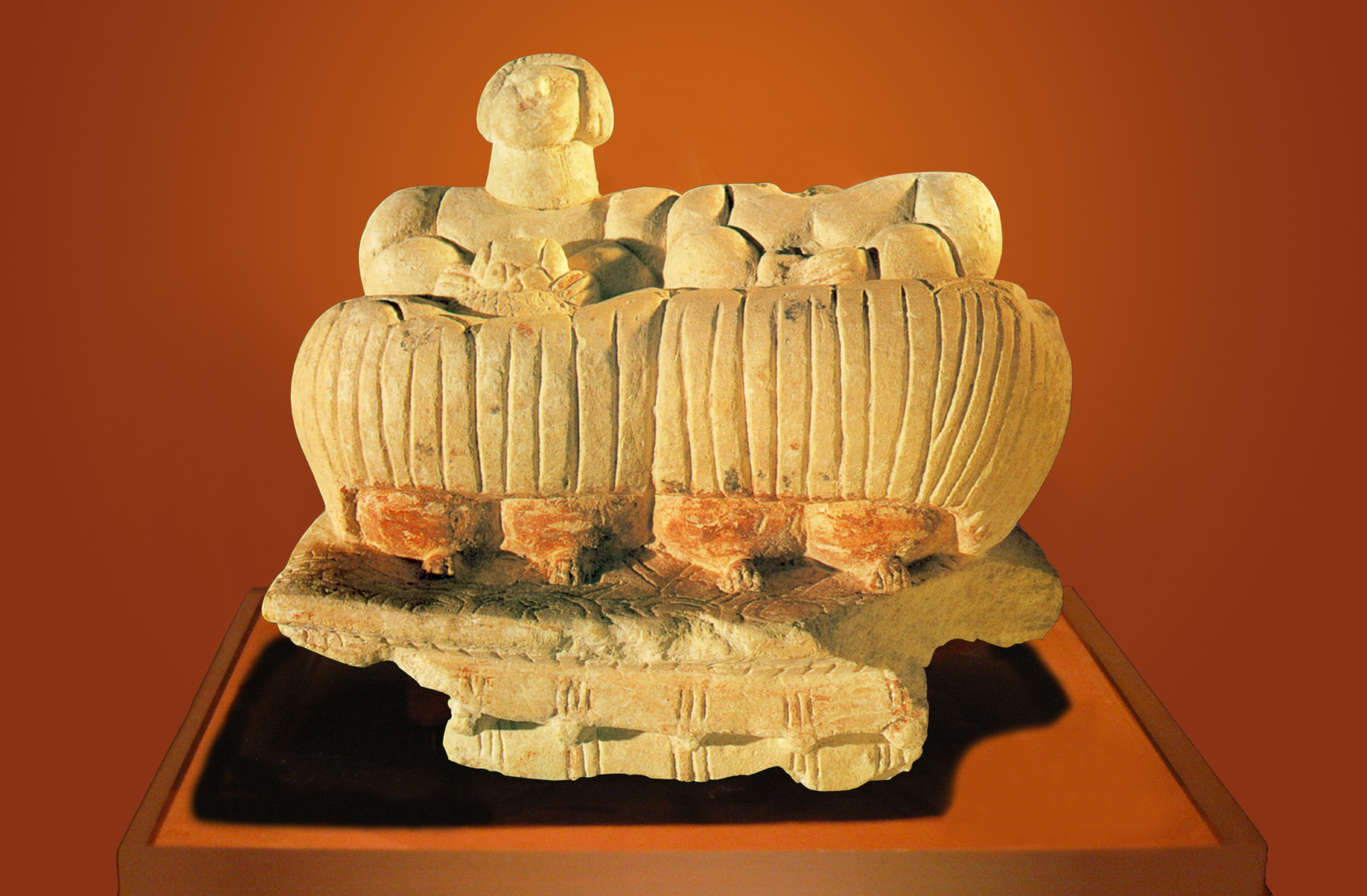
Idoles jumelles mise au jour dans l'hypogée de Xagħra
Musée national d'archéologie de La Valette à Malte.

Le cercle de pierres mégalithiques, sur la commune de Xagħra, a un diamètre de 120 m. L'entrée de certaines salles est mise en évidence par des trilithes. Le site a révélé des dépôts funéraires : plus de 20 000 restes d'environ 850 squelettes, s'étalant sur la période de 4 100 à 2 500 av. J.-C et. associés à un riche matériau diversifié allant du collier de coquillage à la hache polie.
Durant les phases ultérieures, des grottes naturelles, souvent réaménagées, agrandissent l'hypogée. Les rites funéraires changent aussi, probablement ; les inhumations primaires dans des tombes familiales font place à un rite de dépositions secondaires dans des hypogées collectifs. Les squelettes (plusieurs milliers) retrouvés sont tous désarticulés après écharnage - apparemment naturel - du corps. Les os, subdivisés par groupes (crânes, tibias, fémurs, etc.), frottés à l'ocre rouge, indiquent l'existence d'un rituel funéraire. La découverte de neuf statuettes stylisées en pierre calcaire, dites « bâtonnets du chaman », et d'un statuette aux « divinités jumelles » confirmerait ces rituels.
Ce riche hypogée serait l'équivalent gozitan de l'hypogée de Ħal Saflieni sur Malte.

### Cart-Ruts

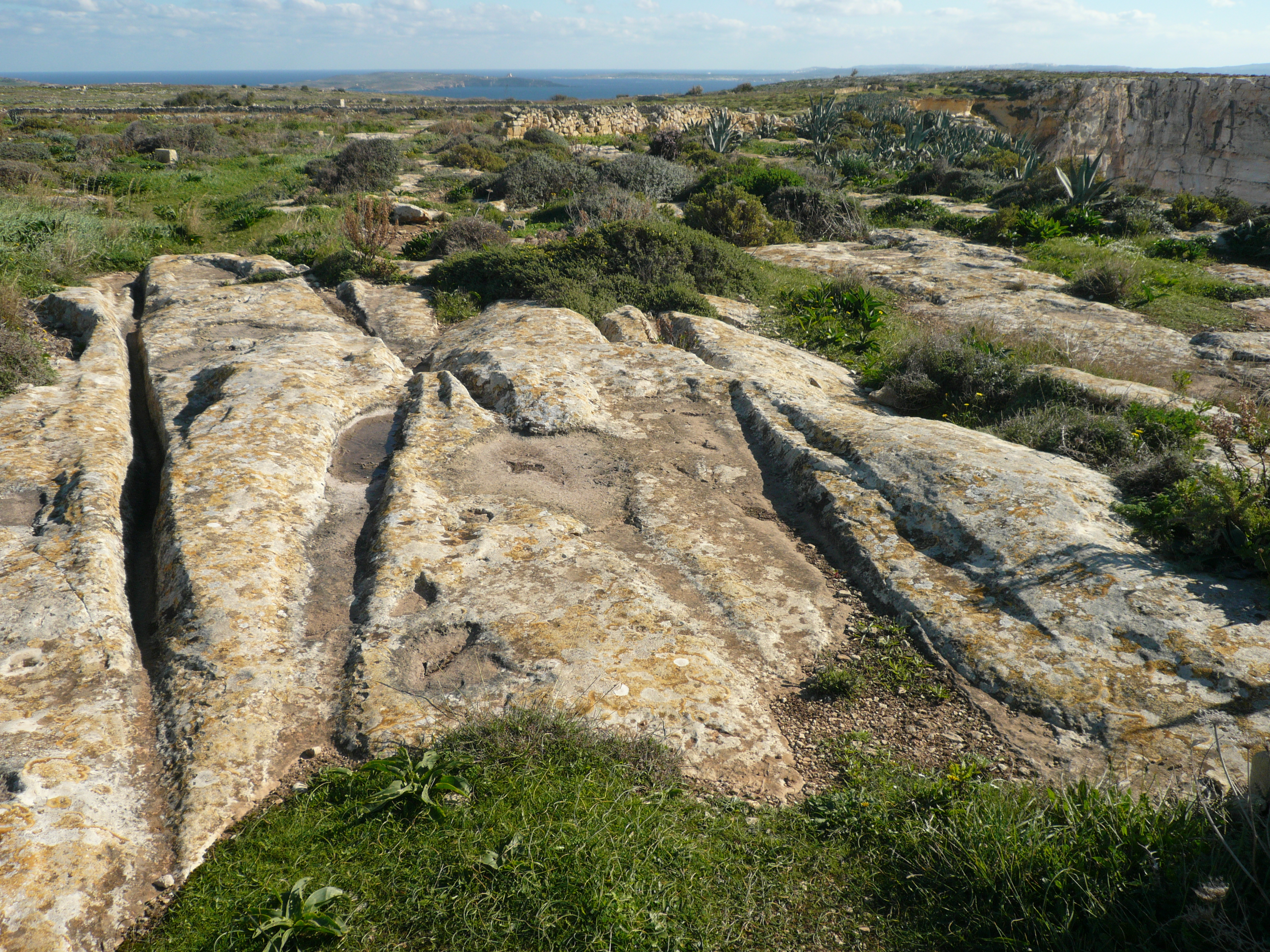
Cart-Ruts à Ta’ Cenc

Comme sur l'île de Malte, on retrouve à Gozo les énigmatiques Cart-Ruts (sillons dans la roche), mais en moins grand nombre. Ils sont visibles en particulier près des falaises de Ta' Sannat.

### Dolmens

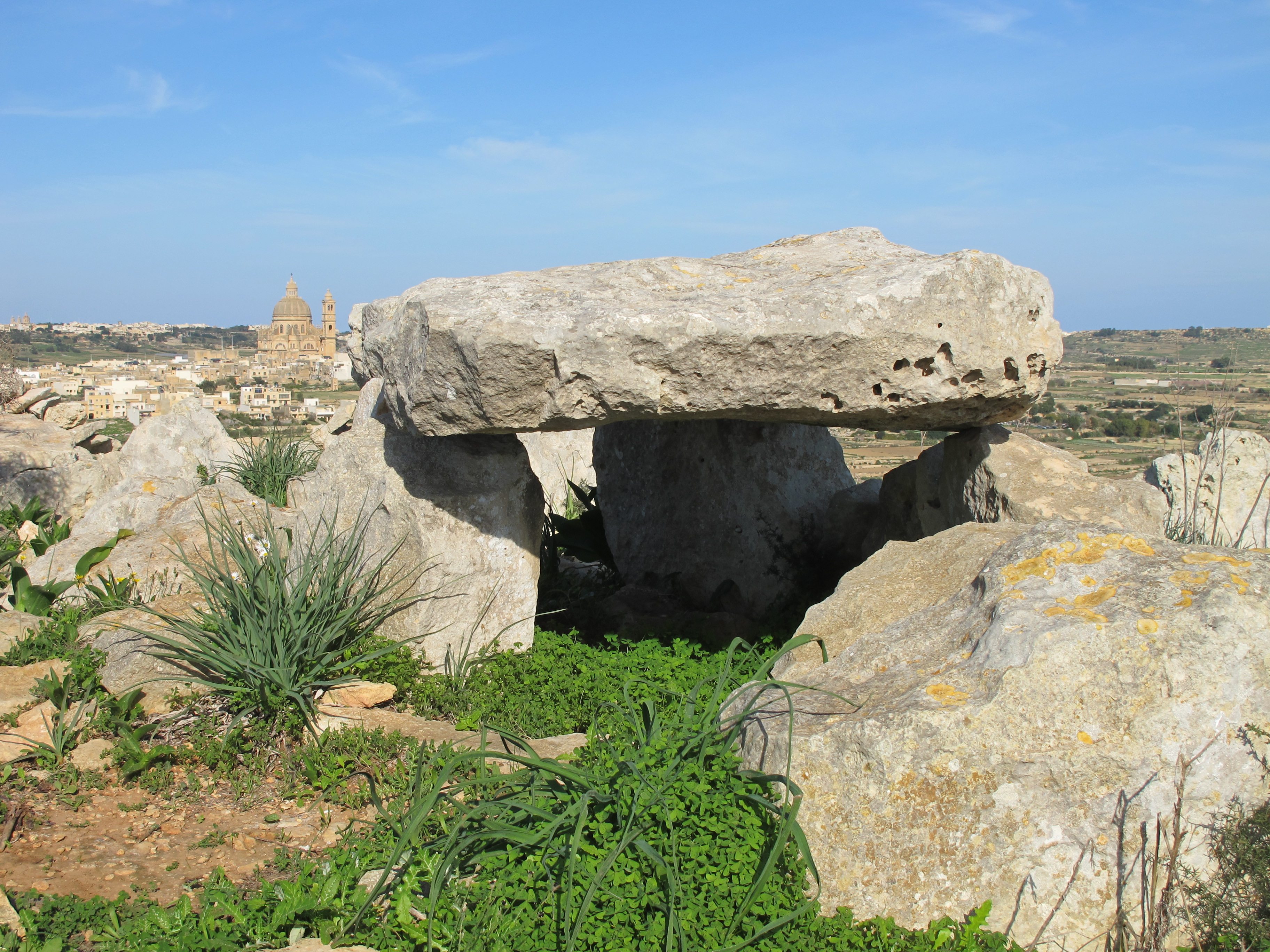

Le dolmen maltais est à une seule chambre, avec une table irrégulière posée sur des pierres dressées sur trois côtés. Ces dolmens devaient avoir une fonction funéraire. Ils sont répandus dans tout l'archipel et sont similaires à ceux de la région d'Otrante.
Le Dolmen de Ta’ Cenc (de) est facilement accessible à Gozo près des falaises de Ta'Sannat.

### Fortifications
Après la période des temples, des signes suggèrent l'arrivée de populations guerrières. Ainsi, les premières fortifications apparaissent dans l'archipel sur les collines à sommet plat de Nuffara sur la commune de Xagħra.

## Antiquité

### Présence phénicienne
L'arrivée des Phéniciens fait rentrer Malte dans l'histoire. La présence des Phéniciens à Malte est attestée dès le Xe siècle av. J.-C. à Gozo par des tombes phéniciennes identifiées à Victoria. Les Phéniciens ont également donné son nom à Gozo, qui viendrait du phénicien gaulos (une inscription du IIIe siècle ou du IIe siècle nomme Gawl l'établissement phénicien sur le site de l'actuelle Victoria).

### Présence carthaginoise
L'archipel passe sous le contrôle de Carthage en 480 av. J.-C. Une inscription punique retrouvée à Gozo en 1855 cite quatre temples sur l'île, dont un dédié à Sadambaal et un autre à Astarté). Le site de Ras il-Wardija est interprété comme un temple ou un sanctuaire punique.

### Présence romaine
Les Romains conquièrent Malte en 218 av. J.-C. avec la complicité des Maltais. Si les îles maltaises semblent avoir été administrées conjointement au début de l'époque impériale, des textes d'époque montrent que Gozo obtint plus tard (sans doute au cours du IIe siècle) un statut de municipe indépendant, avec un conseil municipal propre, un duumvir et un décurion.
La ville romaine de Gaulos occupait la partie nord du plateau sur lequel est construit aujourd'hui la citadelle de Gozo. Elle se composait d'une ville basse et d'un acropole. De rares vestiges indiquent la présence d'un ensemble architectural public, mais leur importance reste mal connue.
Deux vestiges archéologiques ont été interprétés comme des thermes, l'un à Ta' Surgent sur la commune de Ta' Kerċem, l'autre appartenant à la villa romaine de Ramla (commune de Ix-Xagħra) dont les restes sont visibles au bord de la plage de Ramla. Celle-ci possédait un système de bains chauds, des sols en marbre et un beau bassin octogonal. Les restes d'une autre villa romaine ont été retrouvés à Marsalforn. D'autres sites ont également révélé des vestiges de cette époque : nombreuses poteries à ix-Xaqqufija - près de Gharb, pressoir à olives à Ix-Xewkija, nombreuses amphores dans la baie de Ix-Xlendi.
La présence de chrétiens à Gozo reste douteuse durant l'antiquité romaine. Les seuls artéfacts archéologiques allant dans ce sens sont des lampes à huile contenant quelques symboles chrétiens. Les autres vestiges prétendument chrétiens parfois présentés comme étant des catacombes ou un triclinium ne sont guère probants.

## Moyen Âge

### Gozo sous les Byzantins (395-870)
En 395, lors du dernier partage de l'Empire romain, Malte passe sous le contrôle de l'Empire romain d'Orient. Il est probable que les barbares s'emparent des îles maltaises entre le milieu du Ve siècle et le début du VIe siècle, avant d'être reprise par le général byzantin Bélisaire.
Dans une lettre d'octobre 598 du pape Grégoire le Grand à l'évêque de Syracuse, une allusion aux soldats de Malte suggère que les îles possédaient une garnison militaire. Un sceau en plomb découvert en 1960 montre l'existence d'un archonte nommé Théophylacte qui pourrait prouver l'existence d'un fonctionnaire ayant autorité sur Gozo, et donc d'une certaine forme de statut administratif indépendant pour l'île, dans la continuation du municipe propre de Gozo à l'époque romaine.
L'île de Gaudos est également mentionné distinctement de celle de Melite dans la Descriptio orbis romani, l'opuscule géographie du VIe siècle de Georges de Chypre (en), les deux îles maltaises sont intégrées dans le chapitre consacré à la Sicile, ce qui suggère une dépendance politique.
En 637, Théodore, un neveu de l'empereur de Byzance Héraclius qui avait comploté contre lui est envoyé en prison à Gaudomelete (signifiant probablement Gozo de Malte) après qu'on lui eut coupé le nez et les mains. Une fois sur place, le dux de Gozo lui fera aussi couper un pied.
Pendant le VIIIe siècle, les îles maltaises vont passer de la juridiction religieuse de l'Église romaine à celle du Patriarcat œcuménique de Constantinople. La date se situe probablement autour de 756, pendant la controverse iconoclaste.

### Gozo sous les Arabes (870-1091)
L’Émir Abu al-Aghlab qui conquiert Malte et Gozo en 870 massacre la plupart des habitants de l'archipel. Les îles sont quasiment désertées jusqu'à la recolonisation musulmane vers 1049. C'est à cette époque que Gozo prend son nom maltais de Għawdex, vraisemblablement la traduction arabe de Gaudos. Il est possible que Gozo ait son propre gouverneur (caïd) différent de Malte et réside à la Mdina (ville) de l'île.

### Gozo pendant la période féodale (1091-1530)
Comme tout l'archipel, Gozo repasse dans le monde chrétien en 1091 après la conquête de l'île par Roger de Hauteville. Mais l'islam reste sans doute fortement implanté, comme en témoigne une stèle funéraire prismatique musulmane portant un texte coranique et datée de 1156. La stèle a été retrouvée en 1901 sur la Piazza Sabina, au pied de la Citadelle, indiquant peut-être un cimetière à cet endroit.
Après les Normands, les îles passent ensuite sous la tutelle souabe, puis angevine puis aragonaise.
La chancellerie du royaume de Sicile latinise le nom arabe de Għawdex en Gaudisium, nom qui signifie également « joie » en latin médiéval. Gozo est la traduction de « joie » en castillan, et c'est depuis le nom habituellement donné à l'île.
À cette période, l'archipel maltais est le plus souvent sous l'autorité d'un comte de Malte, nommé par la couronne de Sicile. Des archives de 1299 montrent que le comte de Malte a le droit de nommer pour la forteresse de Gozo un châtelain qui doit défendre l'île mais qui a aussi une certaine autonomie en ce qui concerne l'administration quotidienne. En 1335, une plainte devant la cour du roi Pierre II de Sicile accuse les Gozitains d'ignorer l'exemption douanière de marchands siciliens.
Le particularisme gozitain augmente au XVe siècle avec plusieurs pétitions au roi pour choisir un natif de Gozo comme capitaine de l'île. Il semble qu'il s'agisse de régler plusieurs spécificité de Gozo : les prix du blé plus importants car nécessitant un surcoût de transport, mais aussi l'insécurité due à la piraterie barbaresque, plus importante qu'à Malte.
Cette période voit un important accroissement démographique de l'île, qui passe d'un peu moins de 2 000 habitants au début du XIIe siècle à plus de 5 000 en 1530.

#### Universitas gaudisii
En 1350, à la suite d'une pétition de notables maltais, l'archipel réintègre le domaine royal. C'est probablement à cette occasion que le roi Louis Ier de Sicile autorise la création de l'Università de Gozo (Universitas Gaudisii), sous le même modèle que celle de Malte. Ce n'est pas un organisme de formation mais une assemblée issue de l'ensemble des habitants (« universalité » des citoyens) qu'elle représente, une sorte de conseil municipal. Le plus vieux document conservé date de 1373. L'Universitas gaudisii était indépendante de celle de Malte. Cette Università établissait un équilibre entre les exigences royales ou seigneuriales et les Gozitains. Ses attributions comprenaient la maintenance et l'entretien des fortifications, le contrôle de l'approvisionnement en blé, en quantité et en qualité.

## Le temps des Hospitaliers (1530-1798)
Quand Charles Quint cède l'archipel maltais aux chevaliers de l'Ordre de Saint-Jean de Jérusalem le 23 mars 1530, l'Università de Gozo demande immédiatement le maintien de son administration. Aussi, quand le grand maître Philippe de Villiers de L'Isle-Adam nomme le premier capitaine le 1er décembre 1530, les Gozitains réclament qu'il soit choisi parmi eux. L'Orre étant soucieux de se concilier les bonnes grâces de ses nouveaux sujets, cette demande sera acceptée ; le premier capitano ainsi nommé sera Giovanni de Sauria. Mais rapidement, l'Ordre va prendre l'ascendant : à partir de janvier 1551, sous le grand maître Juan de Homedes, c'est un chevalier de l'Ordre qui est nommé non plus capitano mais gouverneur de Gozo. L'Università de Gozo survit mais voit ses prérogatives réduites.
L'invasion de Gozo en 1551 sera la pire de son histoire : le vendredi 24 juillet 1551, une importante flotte turque parvient facilement à vaincre les faibles défenses de la citadelle de Gozo. En trois jours, jusqu'au 26 juillet, la quasi-totalité des habitants de l'île - c'est-à-dire entre 5 000 et 7 000 gozitains - sont emmenés pour être réduits en esclavage, y compris le gouverneur.
La démographie de Gozo restera longtemps bouleversée par l'invasion de 1551 : la population comprenant 5 000 à 7 000 personnes est réduite à quelques vieillards après le passage des troupes ottomanes. Peu après, quelques centaines de Gozitains retrouvent leur île : certains se sont échappés, d'autres ont été rachetés. En raison de l'insécurité, le repeuplement est long ; des colons viennent de Malte quand la menace ottomane se fait moins forte. Plus d'un siècle après la razzia, le recensement de 1667 ne compte que 4 168 habitants. Gozo ne retrouve sa population d'avant 1551 que vers 1680 environ. L'accroissement est ensuite rapide : 12 231 Gozitains sont recensés en 1798.
Afin de défendre l'île, le fort Chambray est bâti en 1758, surplombant l'entrée du port de Mġarr.

## Invasion française et réaction gozitaine contre l'occupant (1798)
Les troupes françaises débarquent à Malte le 10 juin 1798. En quelques jours, ils mettent fin à 267 ans de domination de l'ordre de Saint-Jean de Jérusalem. Il est décidé que l'administration de l'archipel sera dirigée par 9 personnes, dont une représentant Gozo. Dès le 3 juillet 1798, le territoire maltais est divisé en 10 municipalités dont 2 à Gozo : la municipalité de la cité du Goze (comme la nomment les Français) comprend la citadelle et Rabat, L-Għarb, Sannat et Ix-Xewkija ; la municipalité du district de Caccia à Gozo comprend Ix-Xagħra, Iż-Żebbuġ, In-Nadur, Il-Qala et Għajnsielem.
La centralisation des pouvoirs à Malte fait perdre à Gozo son autonomie administrative ; le mécontentement à Gozo est immédiat. Dès le 4 septembre 1798, quatre Gozitains (l'archiprêtre Saverio Cassar, l'avocat Giuseppe Grima, le docteur Salvatore Fenech et le marchand Martino Hasciach) se constituent en comité temporaire pour administrer l'île et choisissent Saverio Cassar à leur tête. Le comité décide de bloquer les 217 Français dans la citadelle, organise une milice et prend contact avec le gouvernement sicilien pour obtenir des armes et nourriture. Le 18 septembre, les représentants de la population constituent un gouvernement provisoire et choisissent Saverio Cassar comme chef d'un gouvernement comprenant 24 membres.
Les problèmes sont nombreux, surtout pour approvisionner l'île. Ils reçoivent de l'aide non pas des Siciliens mais de navires portugais et britanniques. Le 24 octobre 1798, Saverio Cassar est reçu à bord du HMS Vanguard par l'amiral Horatio Nelson. Ils vont permettre la capitulation des troupes françaises le 28 octobre. Le lendemain, le capitaine anglais John Cresswell prend possession de la citadelle.

## La Nazione Gozitana(1798-1800)
Le 29 octobre 1798, Gozo devient une région autonome avec Saverio Cassar à sa tête. Il prend le titre de Gouverneur général de l'île de Gozo et Chef du gouvernement au nom du roi de Naples (héritier du royaume de Sicile à qui revient de jure le territoire maltais depuis la défection des Chevaliers). Mais cette allégeance est quasi virtuelle; Gozo est pendant 2 ans un micro État-nation, dirigé avec efficacité par son archiprêtre.

## Domination britannique (1800-1964)
Le 5 septembre 1800, les Britanniques prennent les îles maltaises sous leur protection. L'État gozitain disparaît, ainsi bientôt que l'autonomie de l'île. Pendant longtemps la politique gozitaino-maltaise se décidera à Londres.
Le poste de gouverneur de Gozo est d'abord maintenu mais Saverio Cassar est écarté en raison de ses relations trop étroites avec le royaume de Naples. Deux Maltais se succèdent avant que l'occupant britannique décide de supprimer le poste en 1814, privilégiant désormais des Britanniques pour administrer l'île.
En 1801, l'Universitas Gaudisii avait repris du service après une période d'hibernation depuis l'invasion française. Mais en 1818, la vénérable institution est supprimée par la nouvelle administration.
Gozo restera longtemps négligée par l'administration britannique. Par exemple, si La Valette est électrifiée dès 1882, Gozo devra attendre encore 44 ans, jusqu'en 1926. On doit tout de même noter la construction d'un aqueduc permettant d’amener l'eau potable à Ir-Rabat.
À la suite d'émeutes, une première élection législative locale est organisée en 1921. C'est l'occasion pour Gozo de faire entendre sa voix par la création d'un parti purement gozitain (le Partito Democratico Nazionalista) avant que le parlement soit suspendu en 1930 par l'occupant. Mais la situation globale de l'île continue à se dégrader jusqu'après la Seconde Guerre mondiale ; le chômage et la pauvreté progressent, de nombreux Gozitains émigrent. Les élections de 1947 font à nouveau entendre les difficultés de Gozo avec la création du Gozo Party. En 1958, le Gozo Civic Commitee est créé pour aider au développement de l'île.
L'autonomie politique de Gozo renaît le 14 avril 1961 grâce au Gozo Civic Council qui reçoit la charge de l'administration locale. Il est composé de 14 délégués élus par les 14 districts de l'île. La première élection se déroule le 4 juin 1961; Anton Tabone en devient le premier président le 4 juillet.

## Depuis l'indépendance maltaise (1964-)
La deuxième élection locale se déroule le 13 décembre 1964, juste après l'indépendance de Malte, puis tous les 3 ans. De nombreuses constructions sont entreprises, qui améliorent les infrastructures insulaires : le port de Mġarr, l'héliport de Gozo, une zone industrielle près de Ir-Rabat, un hôpital, des logements sociaux.

## Sources
- (en) Godwin Vella, Nicoline Sagona et John Cremona, The Ġgantija Temples : a history of its visitors and views, Heritage Malta, 2011, 48 p. (ISBN 978-99957-0-046-1)
- (en) Joseph Bezzina, Gozo's Government : the autonomy of an island through history, Gaulitana, 2005 (ISBN 99909-57-24-X)